# Rusałka Dnistrowaja
Rusałka Dnistrowaja (ukr. Русалка Дністровая, pol. „Rusałka Dniestrowa”) – jeden z pierwszych w Galicji ukraiński almanach literacki, wydany w Budapeszcie w grudniu 1836 (z datą 1837) przez działaczy Ruskiej Trójcy. Wydanie „Rusałki” było impulsem do rozwoju tworzącej się literatury ukraińskiej, a także impulsem rozwoju nowoczesnego języka ukraińskiego.

## Wprowadzenie
W I połowie XIX wieku wśród ukraińskich uczonych w Galicji trwał spór o to, czy ukraińskim językiem literackim ma być język cerkiewno-słowiański, czy też język prostego ludu. Dyskutowano również nad ortografią oraz alfabetem: cyrylica czy ukraińska łacinka.
Pierwszym utworem, wydanym w mowie ludu, była żartobliwa trawestacja Eneidy Wergiliusza (cz. I wydana w 1798, całość w 1842) Iwana Kotlarewskiego. Do budzenia narodowej świadomości Ukraińców przyczyniły się również (wydawane po polsku) utwory literatów „szkoły ukraińskiej”: Maria Antoniego Malczewskiego, Zamek kaniowski Seweryna Goszczyńskiego, poezje Józefa Bohdana Zaleskiego i Tymka Padury oraz twórczość Kazimierza Brodzińskiego i Michała Czajkowskiego.
Również duże zasługi dla rejestracji „żywego języka” położyli Polacy: Adam Czarnocki (Zorian Dołęga-Chodakowski) oraz Wacław Zaleski (1833 – Pieśni polskie i ruskie ludu galicyjskiego).
Rusini do lat 30. XIX wieku nie nadążali za osiągnięciami innych odradzających się narodów słowiańskich, zarówno jeżeli chodzi o świadomość narodową, jak i rozwój kultury, oświaty, nauki i piśmiennictwa. Działało tylko kilku autorów, podnoszących ukraińską świadomość narodową (Iwan Mohylnycki, Denys Zubrycki, Iwan Snihurski, Mychajło Harasewycz), ale dzięki nim przetrwał język, który stał się przedmiotem zainteresowania dalszych przedstawicieli ukraińskiego odrodzenia narodowego.
Sytuacja zmieniła się po powstaniu listopadowym. W 1831 ukazał się w rękopisie zbiór wierszy Syn Rusi ili sobranije stichotworow w ruskim jazyku ot klerow seminarii jenieralnoj w Lwi-gorodi ruskohokraja metropoliji, nawolujący do narodowego przebudzenia i rozwijania literatury w języku zrozumiałym dla ludu. Po opublikowaniu polskiego almanachu poetyckiego „Haliczanin”, w 1832 trzech twórców „Ruskiej Trójcy” założyło pierwsze koło samokształceniowe, zajmujące się kultywowaniem własnego języka.
W maju 1834 przygotowali oni do druku almanach Zoria. Almanach trafił do cenzury w Wiedniu, gdzie cenzorem ksiąg słowiańskich był znany slawista pochodzenia słoweńskiego – Jernej Kopitar. Nie chcąc samemu ponosić ewentualnej wyłącznej odpowiedzialności za dopuszczenie rękopisu do druku, poprosił o opinię lwowskiego cenzora, rektora seminarium unickiego Wenedykta Łewyćkiego (j.pol. Benedykt Lewicki), a ten nie wyraził zgody na druk, ze względu na niemoralną treść i użyte w niej wyrażenia. Decyzja ta załamała młodych twórców, jednak Jakiw Hołowacki podjął starania o wydanie almanachu, tym razem pod tytułem Rusałka Dnistrowaja, w której oprócz Zorii znalazły się także inne prace. Aby ominąć cenzurę lwowską i wiedeńską, zdecydował się przestawić almanach do druku w Budapeszcie, gdzie cenzura była mniej czujna.

## Reakcja władz
Druk nastąpił początkiem grudnia 1836 roku, z datą 1837, w ilości 1000 egzemplarzy, jego koszty niemal w całości pokrył M. Wereszczyński, resztę dołożył Markijan Szaszkewycz. Większa część (około 800 sztuk) została w kwietniu 1937 roku wysłana do Wiednia i tam zatrzymana, po czym poddana kontroli cenzorskiej. Opinia została powierzona po raz kolejny cenzorowi lwowskiemu Wenedyktowi Łewyćkiemu, którego opinia była jeszcze bardziej nieprzychylna niż w przypadku Zorii. Łewyćki uznał Rusałkę za dzieło podkopujące zasady państwa, religii i moralności, którego czytanie wymaga specjalnego zezwolenia policji. Pozostała część wydania, która nie trafiła do Wiednia, nie znalazła oczekiwanego przez twórców zainteresowania, a nawet wśród niektórych Ukraińców jak pisał Jakiw Hołowacki wzbudziła zamiast pomocy i zachęty drwiny, niezadowolenie, ba, wrogość nawet. Oprócz tego w Galicji do 1848 roku, sprzedaż Rusałki była zabroniona.
Rusałka wywołała także protesty, i w następstwie ożywioną dyskusję, uczonych ukraińskich nad przyszłą formą języka literackiego: czy ma on opierać się na języku cerkiewno-słowiańskim, czy na „mowie ludu”. Niektórzy z nich, zwłaszcza duchowieństwo ukraińskie, poczuli się obrażeni użyciem potocznego chłopskiego języka, ostry sprzeciw budziło też zastosowanie czcionki „grażdanki”, a także „pogańskie” pseudonimy wydawców – Rusłan, Dalibor, Jarosław.

## Zawartość
Rusałka została napisana prostym językiem ludowym, jakiego Ukraińcy używali we wschodniej części Galicji Wschodniej. Dzięki przede wszystkim swojej fonetyce, ortografii i użyciu czcionki „grażdanki”, została skomponowana w taki sposób, że stanowiła pierwsze dzieło zasługujące na miano „języka literackiego”. Było to novum w piśmiennictwie ukraińskim, które znacząco zaważyło na późniejszy dalszy rozwój i kształtowanie się literatury ukraińskiej.
Na początku almanachu liczącego zaledwie 135 stron znajduje się spis najbardziej ważnych dla języka ukraińskiego w owym czasie publikacji. Po nim następuje przedmowa Markijana Szaszkewycza.
Następnie znajduje się zebrany materiał, podzielony na cztery części:
- Część folklorystyczna Pisni narodni – rozpoczyna się rozprawą Iwana Wahyłewycza Peredhowor k narodnym russkim pisniam, po której następuje szereg dumek, pieśni obrzędowych, lirycznych i historycznych pieśni, zapisanych w różnych rejonach Ukrainy. Duży wkład w powstanie tej części miał znany zbieracz folkloru łemkowskiego – ksiądz Iwan Birecki.
- Na drugą część Składannia składają się oryginalne utwory twórców almanachu: Szaszkewycza (wiersze Zhadka, Pohonia, Rozpuka, Wesniwka, Tuha za myłoju, Sumrak weczernyj, opowiadanie Ołena), poematy Wahyłewycza Madej i Żyłyn i Kałyna i pieść Hołowackiego Dwa winoczki.
- Trzecia część, Perewody, przedstawia serbskie pieśni narodowe w tłumaczeniach Szaszkewycza i Hołowackiego i fragment czeskiego Rękopisu kraledwirskiego.
- W czwartym, historyczno literackim rozdziale Staryna (z przedmową Szaszkewycza) opublikowano utwory historyczne i literackie, bibliografię rękopisów znajdujących się w bazyliańskim monastyrze św. Onufrego we Lwowie oraz krytyczną recenzję Szaszkewycza na temat pracy Josypa Łozynśkiego Ruskoje wesilie.